# Dryobota inversa
Dryobota inversa là một loài bướm đêm trong họ Noctuidae.